# Kompania Piwowarska

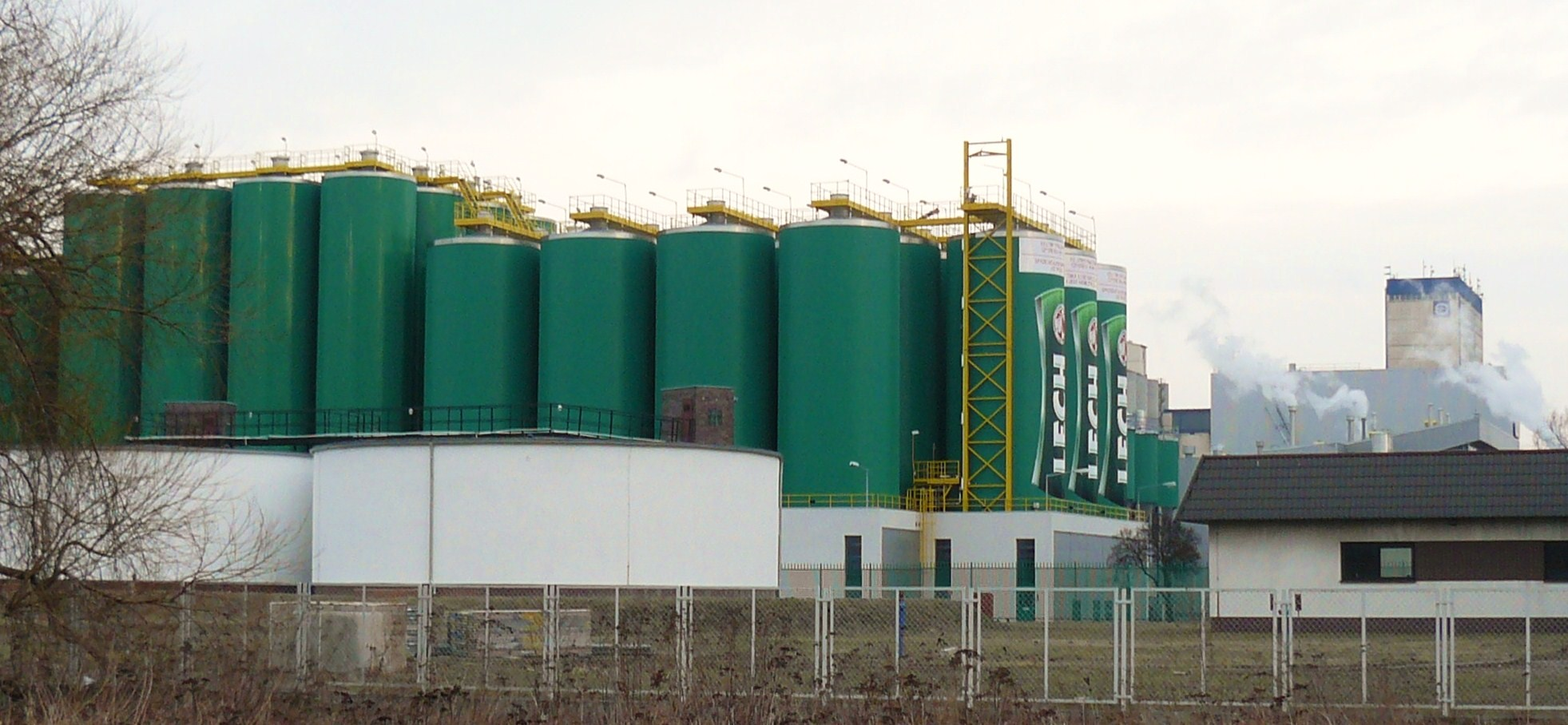
Lech Browary Wielkopolskie w Poznaniu

Kompania Piwowarska – polskie przedsiębiorstwo, grupa piwowarska z siedzibą w Poznaniu, należąca do japońskiego koncernu piwowarskiego Asahi.
Kompania Piwowarska posiada trzy browary: Lech Browary Wielkopolski w Poznaniu, Browar Książęcy w Tychach i Dojlidy w Białymstoku.
Do jej portfela należą najpopularniejsze polskie piwa, m.in. Tyskie, Żubr, Lech, Dębowe Mocne, Redd’s. Posiada ok. 33% udziałów w polskim rynku piwa i zatrudnia ponad 3200 osób. Sumaryczna roczna produkcja browarów Kompanii Piwowarskiej wynosi ok. 14 milionów hektolitrów. Wielkość sprzedaży osiągniętej przez KP w roku finansowym zakończonym 31 marca 2014 r. wyniosła 13,3 mln hektolitrów piwa.

## Historia
Kompania Piwowarska powstała w 1999 r. z połączenia przejętych przez South African Breweries International (SABI) browarów Lecha w Poznaniu (1995 rok) i Browarów Tyskich Górny Śląsk S.A. (1996 rok). 30 kwietnia 2003 roku Kompania Piwowarska kupiła Browar Dojlidy w Białymstoku. 9 stycznia 2008 roku Kompania Piwowarska kupiła od spółki Palm Breweries, Browar Belgia w Kielcach, a w październiku 2009 roku Kompania zakończyła produkcję piwa w tym browarze zamykając zakłady i wyprzedając pozostały majątek. 14 maja 2009 r. koncern SABMiller przejął od Kulczyk Holding 28,1% udziałów zostając w ten sposób właścicielem 100% akcji Kompanii. W październiku 2015 Anheuser-Busch InBev ogłosił, że za 69 miliardów GBP przejmie 100% akcji koncernu SABMiller, a więc stanie się także właścicielem Kompanii. Urząd antymonopolowy Unii Europejskiej zgodził się na przejęcie SABMillera pod warunkiem sprzedaży przez AB InBev części europejskich spółek. Do transakcji ostatecznie doszło 31 marca 2017 co spowodowało, że japońska firma Asahi Group stała się właścicielem Kompanii Piwowarskiej.

## Produkty
| Marka piwa                      | Gatunek                                                       | Nagrody |
| ------------------------------- | ------------------------------------------------------------- | --- |
| Tyskie Gronie                   | jasny lager                                                   | International Brewing Awards 2013 (Brązowy Medal w kategorii lagery o zawartości alkoholu większej niż 5,5%); Superior Taste Award 2012 (najwyższe wyróżnienie); The Brewing Industry International Awards 2011 (Srebrny medal w kategorii „Small pack Lager” w The National Brewery Centre); Międzynarodowy Instytutu Jakości – Monde Selection 2011 (Złoty medal w konkursie za najwyższą jakość); Hit Handlu 2011; International Beer Competition w Japonii (Brązowy medal w kategorii „Small Pack Lager” na międzynarodowym konkursie piwnym) |
| Tyskie Klasyczne                | jasny lager                                                   | |
| Tyskie z tanka                  | jasny lager                                                   | |
| Lech Premium                    | jasny lager                                                   | Chmielaki Krasnostawskie 2012 (3. miejsce Piwo Jasne Pełne o Zawartości Ekstraktu w Brzeczce 11,1 – 12) |
| Lech Pils                       | jasny lager                                                   | Chmielaki Krasnostawskie 2012 (Zwycięzca w Kategorii Piwo Jasne Pełne o Zawartości Ekstraktu w Brzeczce 11,1 – 12) |
| Lech Free                       | piwo bezalkoholowe                                            | |
| Lech Ice Shandy                 | piwo typu shandy, miks lagera z lemoniadą w proporcjach 50/50 | |
| Żubr                            | jasny lager                                                   | Hit Handlu 2012, Złote paragony 2012 |
| Żubr Ciemnozłoty                | jasny lager                                                   | Wyróżnienie w plebiscycie Perły Rynku FMCG 2012 |
| Żubr Prażubr                    | delikatnie gazowany lager                                     | |
| Dębowe Mocne                    | jasny mocny lager                                             | |
| Wojak Jasny Pełny               | jasny lager                                                   | |
| Książęce Złote Pszeniczne       | pszeniczny lager                                              | |
| Książęce Czerwony Lager         | czerwony lager                                                | |
| Książęce Ciemne Łagodne         | ciemny lager                                                  | |
| Książęce Korzenne Aromatyczne   | piwo zimowe                                                   | |
| Książęce Chlebowo-Miodowe       | piwo sezonowe z dodatkiem miodu lipowego                      | |
| Książęce Jasne Ryżowe           | lager z dodatkiem ryżu                                        | |
| Książęce Świeży Chmiel          | piwo sezonowe (przełom września i października)               | |
| Redd’s Apple                    | jasny lager                                                   | |
| Redd’s Raspberry                | piwo smakowe                                                  | |
| Redd’s Cranberry                | piwo smakowe                                                  | |
| Redd’s Grapefruit and Pineapple | piwo smakowe                                                  | |
| Gingers                         | piwo smakowe                                                  | |
| Grolsch                         | jasny lager                                                   | |
| 10,5                            | jasny lager                                                   | |
| Captain Jack (piwo)             | piwo o smaku rumu                                             | |

## Browary
W skład Kompanii Piwowarskie wchodzą obecnie trzy browary: Lech Browary Wielkopolski, Tyskie Browary Książęce oraz białostockie Dojlidy.
W browarze w Tychach piwo warzone jest nieprzerwanie od 1629 roku, co oznacza, że jest to jeden z najstarszych browarów w Polsce. Historyczna część produkcyjna, w której mieści się również muzeum Tyskie Browarium, jest pod opieką konserwatora zabytków. Tuż obok znajduje się nowoczesna linia rozlewu i centrum dystrybucji.
Browar w Poznaniu to jeden z najnowocześniejszych browarów w Europie. Jest w stanie uwarzyć sześć milionów hektolitrów piwa rocznie.
Browar w Białymstoku dołączył do Kompanii Piwowarskiej w 2003 roku. Wcześniej pod nazwą Browar Dojlidy Spółka z o.o. należał do niemieckiej grupy Radeberger Gruppe AG. Za datę powstania Browaru Dojlidy przyjmuje się rok 1768. Jego dzieje były burzliwe, a właściciele zmieniali się często. Należał między innymi do rodziny Branickich, Radziwiłłów i Lubomirskich.

## Wyniki sprzedaży
- Rok rozliczeniowy F14 (04.2013-03.2014) – 13,3 mln hl
- Rok rozliczeniowy F13 (04.2012-03.2013) – 14,5 mln hl
- Rok rozliczeniowy F12 (04.2011-03.2012) – 13,5 mln hl
- Rok rozliczeniowy F11 (04.2010-03.2011) – 14,1 mln hl
- Rok rozliczeniowy F10 (04.2009-03.2010) – 14,6 mln hl
- Rok rozliczeniowy F09 (04.2008-03.2009) – 15,1 mln hl

## Zarząd
- Prezes zarządu: Igor Tikhonov
- Wiceprezes ds. sprzedaży i dystrybucji: Michał Mrowiec
- Wiceprezes ds. finansów: Marcin Nikiel
- Wiceprezes ds. technicznych: Jacek Kopiejewski
- Wiceprezes ds. personalnych: Wojciech Moliński
- Wiceprezes ds. marketingu: Iwona Doktorowicz-Dudek